# 千葉県高等学校の廃校一覧
千葉県高等学校の廃校一覧（ちばけんこうとうがっこうのはいこういちらん）とは、千葉県の廃校となった高等学校の一覧。対象となるのは学制改革（1948年）以降に廃校となった高等学校と分校である。名称は廃校当時のもの。廃校時に属していた自治体が合併により消滅している場合は現行の自治体に含める。また、現在休校中の学校は公式には存続していることとなっているが、休校中の学校は事実上廃校となっている場合が多いため、便宜上本項に記載する。
小学校や中学校と異なり、生徒が在学中に在籍校が変更となることはほとんどなく、新設校が開校する年と旧校が閉校となる年は異なることが多い。また、統合した場合でも片方の高等学校が旧校の生徒が卒業するまで存続扱いとなる場合もある。

## 千葉市
- 千葉県立幕張東高等学校（1996年統合により千葉県立幕張総合高等学校へ）[1]
- 千葉県立幕張西高等学校（同上）[1]
- 千葉県立幕張北高等学校（同上）[1]
- 千葉県立若葉看護高等学校（2004年幕張総合高へ統合）[1]

## 船橋市
- 千葉県立船橋西高等学校（2011年船橋旭高と統合し千葉県立船橋啓明高等学校へ）[2]
- 千葉県立船橋旭高等学校（2011年船橋西高と統合し船橋啓明高へ）[2]

## 市川市
- 千葉県立葛南工業高等学校（2006年千葉県立市川工業高等学校へ統合）[3]
- 千葉県立市川西高等学校（2011年市川北高と統合し千葉県立市川昴高等学校へ）[4]
- 千葉県立市川北高等学校（2011年市川西高と統合し市川昴高へ）[4]

## 松戸市
- 千葉県立松戸秋山高等学校（2011年松戸矢切高と統合し千葉県立松戸向陽高等学校へ）[5]
- 千葉県立松戸矢切高等学校（2011年松戸秋山高と統合し松戸向陽高へ）[5]

## 柏市
- 千葉県立柏西高等学校（2007年柏北高と統合し千葉県立柏の葉高等学校へ）[6]
- 千葉県立柏北高等学校（2007年柏西高と統合し柏の葉高へ）[6]

## 流山市
- 千葉県立流山中央高等学校（2008年流山東高と統合し千葉県立流山おおたかの森高等学校へ）[7]
- 千葉県立流山東高等学校（2008年流山中央高校と統合し流山おおたかの森高へ）[7]

## 野田市
- 千葉県立野田北高等学校（2006年野田高と統合し千葉県立野田中央高等学校へ）[8]
- 千葉県立野田高等学校（2006年野田北高と統合し野田中央高へ）[8]

## 我孫子市
- 千葉県立布佐高等学校（2011年湖北高と統合し千葉県立我孫子東高等学校へ）[9]
- 千葉県立湖北高等学校（2011年布佐高と統合し我孫子東高へ）[9]

## 銚子市
- 千葉県立銚子商業高等学校〈初代〉（1950年銚子女子高と統合し千葉県立銚子高等学校へ）[10][注釈 1]
- 千葉県立銚子女子高等学校（1950年銚子商業高〈初代〉と統合し千葉県立銚子高へ）[10]
- 千葉県立銚子商業高等学校〈2代目〉（1953年独立[10]、2008年銚子水産高と統合し千葉県立銚子商業高等学校〈3代目〉へ）[12]
- 千葉県立銚子水産高等学校（2008年銚子商業高〈2代目〉と統合し銚子商業高〈3代目〉へ[12]。銚子水産高校跡地は海洋校舎として使用。）
- 銚子市立銚子高等学校〈旧〉（2008年銚子西高と統合し銚子市立銚子高等学校〈新〉へ）[13]
- 銚子市立銚子西高等学校（2008年銚子市立銚子高〈旧〉と統合し銚子市立銚子高〈新〉へ）[13]

## 大網白里市
- 千葉県立山武農業高等学校（2008年白里高と統合し千葉県立大網高等学校へ）[14]
- 千葉県立白里高等学校（2008年山武農業高と統合し大網高へ）[14]

## 茂原市
- 千葉県立茂原農業高等学校（2006年茂原工業高と統合し千葉県立茂原樟陽高等学校へ）[15]
- 千葉県立茂原工業高等学校（2006年茂原農業高と統合し茂原樟陽高へ）[15]

## 勝浦市
- 千葉県町立勝浦高等学校〈初代〉（1950年御宿町の御宿高と統合し夷隅高へ）[16]
- 千葉県立勝浦高等学校〈2代目〉（1966年夷隅高から勝浦高へ校名を戻し、2005年御宿高と再統合し勝浦若潮高へ）[16]
- 千葉県立勝浦若潮高等学校（2015年統合により千葉県立大原高等学校〈新〉となり[17]、2017年3月まで大原高勝浦キャンパスへと名称変更。2017年4月に実習施設を残して閉校舎）

## いすみ市
- 千葉県立大原高等学校〈旧〉（2015年統合により大原高〈新〉へ）[17]
- 千葉県立岬高等学校 （2015年統合により大原高〈新〉となり[17]、2017年3月まで大原高岬キャンパスと名称変更。2017年4月に実習施設を残して閉校舎）

## 館山市
- 千葉県立鋸南農業高等学校（1950年千葉県立安房高等学校へ統合）[18]
- 千葉県立安房南高等学校房南分校（1968年）[18]
- 千葉県立館山高等学校（2008年安房水産高と統合し千葉県立館山総合高等学校へ）[19]
- 千葉県立安房水産高等学校（2008年館山高と統合し館山総合高水産校舎へ）[19]
- 千葉県立安房南高等学校（2008年安房高へ統合）[18]

## 市原市
- 千葉県立鶴舞高等学校（1950年市原実業高と統合し市原第二高へ）[20]
- 千葉県立市原実業高等学校（1950年鶴舞高と統合し市原第二高へ）[20]
- 千葉県立市原第二高等学校（1955年鶴舞商業高と市原園芸高へ分割）[20]
- 千葉県立鶴舞商業高等学校（2005年市原園芸高校と統合し鶴舞桜が丘高へ）[20]
- 千葉県立市原園芸高等学校（2005年鶴舞商業高校と統合し鶴舞桜が丘高へ[20]。市原園芸高校跡地はグリーンキャンパスとして整備。鶴舞桜が丘高→市原高の実習施設等として使用。）
- 千葉県立鶴舞桜が丘高等学校（2019年千葉県立市原高等学校へ統合）[20]
- 科学技術工業高等学校（1961年市原市の富士電機株式会社千葉工場内に創立。1973年に廃校）[21]

## 君津市
- 千葉県立上総高等学校（2021年千葉県立君津高等学校へ統合）[22]

## 大多喜町
- 千葉県立大多喜女子高等学校（1950年千葉県立大多喜高等学校と統合。1962年に独立するも、2004年に大多喜高と再統合[23]）

## 御宿町
- 千葉県立御宿高等学校（1950年に勝浦町〈現：勝浦市〉の勝浦高〈初代〉と統合し夷隅高御宿校舎となり、1965年千葉県立御宿家政高等学校として独立、1993年、普通科設置に伴い、御宿高に校名を戻し、2005年に勝浦高〈2代目〉へ再統合。2007年に校舎を閉鎖）[16]